# رانکو وسلینوویچ
رانکو وسلینوویچ (سیریلیک صربی: Ранко Веселиновић؛ زادهٔ ۲۴ مارس ۱۹۹۹) بازیکن فوتبال اهل صربستان است.
از باشگاه‌هایی که در آن بازی کرده‌است می‌توان به باشگاه فوتبال وویوودینا اشاره کرد.
وی همچنین در تیم‌های ملی فوتبال زیر ۲۱ سال صربستان، و صربستان بازی کرده‌است.